# ماره لیبروم
ماره لیبروم (انگلیسی: Mare Liberum) کتابی است به زبان لاتین دربارهٔ حقوق بین‌الملل که توسط حقوقدان جمهوری هلند و فیلسوف، هوگو گروتیوس نوشته شده‌است.